# Personaggi di Corto Maltese
Questa è la lista dei personaggi comparsi nella serie a fumetti di Corto Maltese, personaggio creato da Hugo Pratt. Gli stessi compaiono anche nella serie televisiva animata e il suo film d'animazione, e in tutti i media derivati.

## Corto Maltese
Corto Maltese è il protagonista della serie.

## Rasputin
Rasputin è l'eterno rivale di Corto Maltese (o a volte suo complice/alleato).

## Pandora Groovesnore
Pandora Groovesnore è la protagonista femminile della prima storia a fumetti Una ballata del mare salato.

## Bocca Dorata
(Frase caratteristica di Bocca Dorata)
Bocca Dorata è un'enigmatica sacerdotessa di Bahia. Si dice eternamente giovane, tanto da aver conosciuto, ad esempio, la madre e il bisnonno di Corto Maltese, il cabalista Manuele Giudeo e Dante Alighieri. Bocca Dorata conosce molti segreti e informazioni riservate che non esita a usare per i propri scopi. Sebbene non lasci quasi mai Bahia lei è il centro di molte cospirazioni e intrighi che vanno dall'aiutare i cangaceiros vessati dai mercenari di un potente fazendero in Samba con Tiro Fisso, al ricatto degli Stati Uniti affinché ritiri permanentemente le truppe inviate a proteggere gli interessi economici statunitensi in Brasile in La conga delle banane. Personaggio dolce ma spesso terribilmente inquietante, è stata la maestra di varie donne che hanno segnato la vita di Corto, quali Morgana Bantam, Esmeralda Flores e Venexiana Stevenson.
È doppiata in originale da Marie Trintignant e in italiano da Laura Boccanera (nella serie animata e nel film d'animazione).

## Jeremiah Steiner
Vecchio professore ebreo che studiò all'Università di Praga, Steiner incontra Corto Maltese in America del Sud e lo accompagnerà per quasi tutte le storie che si svolgeranno in quella zona, cercando di dare fondamento alle sue teorie sull'esistenza del mitico continente di Mu. Esso appare anche negli episodi Le Elvetiche, dove Corto Maltese lo accompagna in Svizzera a un congresso di alchimisti a Sion; e Mu, dove si muoveranno alla ricerca del continente perduto assieme a tanti altri personaggi. Inoltre Steiner conosce il rabbino Ezra Toledano, che si occupava del collegio dove crebbe Corto Maltese e che probabilmente ebbe una relazione con la madre, la Niña di Gibilterra.
Il personaggio è probabilmente una versione fumettistica del vero Rudolf Steiner, un filosofo, esoterista e pedagogista austriaco realmente esistito.
Steiner è un alcolista, affetto da crisi depressive dovute specialmente ai momenti di solitudine, e viene rappresentato come una persona estremamente fragile. Si attacca molto a Corto Maltese e a Tristan Bantam dopo averlo conosciuto e fa di tutto per aiutarlo, pur non essendo molto pratico nella vita dell'avventuriero specie per via dell'età.
È doppiato da Mino Caprio (nella serie animata).

## Cush
(riferendosi a Corto; da Nel nome di Allah, misericordioso e compassionevole)
Cush è un guerriero dancalo che si trova al fianco di Corto Maltese nelle avventure africane delle Etiopiche. Egli è un guerrigliero fondamentalista sia in campo politico sia in quello religioso, molto legato alle scritture del Corano e almeno inizialmente sprezzante nei confronti degli infedeli. Il suo rapporto con Corto Maltese è inizialmente costituito da insofferenza, asprezza, tensioni e ripicche, ma in seguito si trasformerà in un rapporto di amicizia e stima. Gianni Brunoro denota proprio una progressiva identificazione del personaggio di Cush con Corto Maltese in quanto inizierà a riprenderne gli atteggiamenti e le idee. L'evoluzione del personaggio grazie al rapporto con Corto Maltese è evidenziata da Brunoro nell'episodio Piccolo Chalet gaio come te appartenente a un'altra serie a fumetti di Pratt, Gli scorpioni del deserto: secondo il critico qui l'identificazione di Cush con il personaggio di Corto Maltese è piena e perfino consapevole.
È doppiato da Loris Loddi (nella serie animata).

## Venexiana Stevenson
(Corto a Venexiana)
Venexiana è completamente differente dalle altre donne apparse nella serie: tanto per il carattere, quanto per l'aspetto fisico, essa si può dire unica. Caratterizzata da una personalità decisa e forte, Venexiana è un'avventuriera non bella, ma affascinante per la sua scaltrezza mista a una femminista praticità, come quando afferma di essere un'avventuriera perché: "L'avventura è una faccenda troppo seria per lasciarla in mano agli uomini".
Spesso rincorre gli stessi obiettivi di Corto e in molti momenti appare insensibile, non esitando a sparare per coprirsi la fuga, per esempio. Appare per la prima volta nell'episodio La Conga delle Banane, poi di nuovo a Venezia in L'angelo della finestra d'oriente e infine in un lungo episodio, La casa dorata di Samarcanda, dove si trova coinvolta con Corto quasi per caso alla ricerca dell'antico tesoro di Alessandro Magno, ricerca che deve abbandonare quando scopre di essere incinta; alla mezza domanda di Rasputin, Corto nega decisamente di essere il padre.
Per il suo volto così caratteristico Pratt si ispirò a quello di Mariolina Pasqualini, colorista delle storie di Corto Maltese negli anni 70 e moglie di Guido Fuga, altro storico collaboratore di Pratt.
È doppiata da Alessandra Korompay (nella serie animata).